# Major League Baseball 2005
La stagione 2005 della Major League Baseball si è tenuta dal 3 aprile 2005 al 26 ottobre 2005. È stata la prima stagione con una squadra di Washington dopo il trasferimento dei Montreal Expos. Dopo la stagione regolare sono stati registrati 74 925 821 spettatori totali, con una media di 30 974 spettatori a partita.
Le World Series si sono svolte dal 22 al 26 ottobre e sono state vinte dai Chicago White Sox, che hanno conquistato così il terzo titolo.

## Regular Season

### American League
East Division
| # | Squadra           | Vittorie | Sconfitte | Perc. | Diff. |
| - | ----------------- | -------- | --------- | ----- | ----- |
| 1 | New York Yankees  | 95       | 67        | .586  | —     |
| 2 | Boston Red Sox    | 95       | 67        | .586  | —     |
| 3 | Toronto Blue Jays | 80       | 82        | .494  | 15.0  |
| 4 | Baltimore Orioles | 74       | 88        | .457  | 21.0  |
| 5 | Tampa Bay Rays    | 67       | 95        | .414  | 28.0  |

Central Division
| # | Squadra            | Vittorie | Sconfitte | Perc. | Diff. |
| - | ------------------ | -------- | --------- | ----- | ----- |
| 1 | Chicago White Sox  | 99       | 63        | .611  | —     |
| 2 | Cleveland Indians  | 93       | 69        | .574  | 6.0   |
| 3 | Minnesota Twins    | 83       | 79        | .512  | 16.0  |
| 4 | Detroit Tigers     | 71       | 91        | .438  | 28.0  |
| 5 | Kansas City Royals | 56       | 106       | .346  | 43.0  |

West Division
| # | Squadra           | Vittorie | Sconfitte | Perc. | Diff. |
| - | ----------------- | -------- | --------- | ----- | ----- |
| 1 | Anaheim Angels    | 95       | 67        | .586  | —     |
| 2 | Oakland Athletics | 88       | 74        | .543  | 7.0   |
| 3 | Texas Rangers     | 79       | 83        | .488  | 16.0  |
| 4 | Seattle Mariners  | 69       | 93        | .426  | 26.0  |

|  | Vincitore Division |
|  | Wild Card          |

### National League
East Division
| # | Squadra               | Vittorie | Sconfitte | Perc. | Diff. |
| - | --------------------- | -------- | --------- | ----- | ----- |
| 1 | Atlanta Braves        | 90       | 72        | .555  | —     |
| 2 | Philadelphia Phillies | 88       | 74        | .543  | 2.0   |
| 3 | Florida Marlins       | 83       | 79        | .512  | 7.0   |
| 4 | New York Mets         | 83       | 79        | .512  | 7.0   |
| 5 | Washington Nationals  | 81       | 81        | .500  | 9.0   |

Central Division
| # | Squadra             | Vittorie | Sconfitte | Perc. | Diff. |
| - | ------------------- | -------- | --------- | ----- | ----- |
| 1 | St. Louis Cardinals | 100      | 62        | .617  | —     |
| 2 | Houston Astros      | 89       | 73        | .549  | 11.0  |
| 3 | Milwaukee Brewers   | 81       | 81        | .500  | 19.0  |
| 4 | Chicago Cubs        | 79       | 83        | .488  | 21.0  |
| 5 | Cincinnati Reds     | 73       | 89        | .450  | 27.0  |
| 6 | Pittsburgh Pirates  | 67       | 95        | .414  | 33.0  |

West Division
| # | Squadra              | Vittorie | Sconfitte | Perc. | Diff. |
| - | -------------------- | -------- | --------- | ----- | ----- |
| 1 | San Diego Padres     | 82       | 80        | .506  | —     |
| 2 | Arizona Diamondbacks | 77       | 85        | .475  | 5.0   |
| 3 | San Francisco Giants | 75       | 87        | .463  | 7.0   |
| 4 | Los Angeles Dodgers  | 71       | 91        | .438  | 11.0  |
| 5 | Colorado Rockies     | 67       | 95        | .414  | 15.0  |

|  | Vincitore Division |
|  | Wild Card          |

### All-Star Game
L'All-Star Game si è tenuto il 12 luglio al Comerica Park, Detroit.
|             | 1 | 2 | 3 | 4 | 5 | 6 | 7 | 8 | 9 | R | H  | E |
| ----------- | - | - | - | - | - | - | - | - | - | - | -- | - |
| AL All-Star | 0 | 0 | 0 | 0 | 0 | 0 | 2 | 1 | 2 | 5 | 11 | 0 |
| NL All-Star | 0 | 1 | 2 | 2 | 0 | 2 | 0 | 0 | X | 7 | 11 | 1 |

### Record Individuali

#### American League
Battitori
| Stat. | Giocatore           | Squadra          | Totale |
| ----- | ------------------- | ---------------- | ------ |
| AVG   | Michael Young       | Texas Rangers    | .331   |
| HR    | Alexander Rodriguez | New York Yankees | 48     |
| RBI   | David Ortiz         | Boston Red Sox   | 148    |
| R     | Alexander Rodriguez | New York Yankees | 124    |
| H     | Michael Young       | Texas Rangers    | 221    |
| SB    | Chone Figgins       | Anaheim Angels   | 62     |

Lanciatori
| Stat. | Giocatore           | Squadra            | Totale |
| ----- | ------------------- | ------------------ | ------ |
| W     | Bartolo Colón       | Anaheim Angels     | 21     |
| L     | Zack Greinke        | Kansas City Royals | 17     |
| ERA   | Kevin Milwood       | Cleveland Indians  | 2.86   |
| K     | Johan Santana       | Minnesota Twins    | 238    |
| IP    | Mark Buehrle        | Chicago White Sox  | 236.2  |
| SV    | Francisco Rodríguez | Anaheim Angels     | 45     |
| SV    | Bob Wickman         | Cleveland Indians  | 45     |

#### National League
Battitori
| Stat. | Giocatore     | Squadra             | Totale |
| ----- | ------------- | ------------------- | ------ |
| AVG   | Derrek Lee    | Chicago Cubs        | .335   |
| HR    | Andruw Jones  | Atlanta Braves      | 51     |
| RBI   | Andruw Jones  | Atlanta Braves      | 128    |
| R     | Albert Pujols | St. Louis Cardinals | 129    |
| H     | Derrek Lee    | Chicago Cubs        | 199    |
| SB    | José Reyes    | New York Mets       | 60     |

Lanciatori
| Stat. | Giocatore        | Squadra              | Totale |
| ----- | ---------------- | -------------------- | ------ |
| W     | Dontrelle Willis | Florida Marlins      | 22     |
| L     | Kip Wells        | Pittsburgh Pirates   | 18     |
| ERA   | Roger Clemens    | Houston Astros       | 1.87   |
| K     | Jake Peavy       | San Diego Padres     | 216    |
| IP    | Livan Hernandez  | Washington Nationals | 246.1  |
| SV    | Chad Cordero     | Washington Nationals | 47     |

## Post Season
|  | Division Series | Division Series     | Division Series |                |                | League Championship Series | League Championship Series | League Championship Series |  |  | World Series | World Series      | World Series |
|  |                 |                     |                 |                |                |                            |                            |                            |  |  |              |                   |              |
|  | 1               | Chicago White Sox   | 3               |                |                |                            |                            |                            |  |  |              |                   |              |
|  | 4               | Boston Red Sox      | 0               |                |                |                            |                            |                            |  |  |              |                   |              |
|  | 4               | Boston Red Sox      | 0               |                | 1              | Chicago White Sox          | 4                          |                            |  |  |              |                   |              |
|  |                 |                     |                 |                | 1              | Chicago White Sox          | 4                          |                            |  |  |              |                   |              |
|  |                 | 2                   | Anaheim Angels  | 1              |                |                            |                            |                            |  |  |              |                   |              |
|  | 2               | 2                   | Anaheim Angels  | 1              | Anaheim Angels | 2                          |                            |                            |  |  |              |                   |              |
|  | 2               |                     |                 |                | Anaheim Angels | 2                          |                            |                            |  |  |              |                   |              |
|  | 3               | New York Yankees    | 3               |                |                |                            |                            |                            |  |  |              |                   |              |
|  |                 |                     |                 |                |                |                            |                            |                            |  |  | AL1          | Chicago White Sox | 4            |
|  |                 |                     | NL4             | Houston Astros | 0              |                            |                            |                            |  |  |              |                   |              |
|  | 1               | St. Louis Cardinals | 3               |                |                |                            |                            |                            |  |  |              |                   |              |
|  | 3               | San Diego Padres    | 0               |                |                |                            |                            |                            |  |  |              |                   |              |
|  | 3               | San Diego Padres    | 0               |                | 1              | St. Louis Cardinals        | 2                          |                            |  |  |              |                   |              |
|  |                 |                     |                 |                | 1              | St. Louis Cardinals        | 2                          |                            |  |  |              |                   |              |
|  |                 | 4                   | Houston Astros  | 4              |                |                            |                            |                            |  |  |              |                   |              |
|  | 2               | 4                   | Houston Astros  | 4              | Atlanta Braves | 1                          |                            |                            |  |  |              |                   |              |
|  | 2               |                     |                 |                | Atlanta Braves | 1                          |                            |                            |  |  |              |                   |              |
|  | 4               | Houston Astros      | 3               |                |                |                            |                            |                            |  |  |              |                   |              |

### Division Series
American League
| Data                                   | Squadra di casa   | Squadra ospite    | Ris. |
| -------------------------------------- | ----------------- | ----------------- | ---- |
| 04/10                                  | Chicago White Sox | Boston Red Sox    | 14-2 |
| 05/10                                  | Chicago White Sox | Boston Red Sox    | 5-4  |
| 07/10                                  | Boston Red Sox    | Chicago White Sox | 3-5  |
| Chicago White Sox vincono la serie 3-0 |                   |                   |      |

| Data                                | Squadra di casa  | Squadra ospite   | Ris. |
| ----------------------------------- | ---------------- | ---------------- | ---- |
| 04/10                               | Anaheim Angels   | New York Yankees | 2-4  |
| 05/10                               | Anaheim Angels   | New York Yankees | 5-3  |
| 07/10                               | New York Yankees | Anaheim Angels   | 7-11 |
| 09/10                               | New York Yankees | Anaheim Angels   | 3-2  |
| 10/10                               | Anaheim Angels   | New York Yankees | 5-3  |
| Anaheim Angels vincono la serie 3-2 |                  |                  |      |

National League
| Data                                     | Squadra di casa     | Squadra ospite      | Ris. |
| ---------------------------------------- | ------------------- | ------------------- | ---- |
| 04/10                                    | St. Louis Cardinals | San Diego Padres    | 8-5  |
| 06/10                                    | St. Louis Cardinals | San Diego Padres    | 6-2  |
| 08/10                                    | San Diego Padres    | St. Louis Cardinals | 4-7  |
| St. Louis Cardinals vincono la serie 3-0 |                     |                     |      |

| Data                                | Squadra di casa | Squadra ospite | Ris.             |
| ----------------------------------- | --------------- | -------------- | ---------------- |
| 05/10                               | Atlanta Braves  | Houston Astros | 5-10             |
| 06/10                               | Atlanta Braves  | Houston Astros | 7-1              |
| 08/10                               | Houston Astros  | Atlanta Braves | 7-3              |
| 09/10                               | Houston Astros  | Atlanta Braves | 7-6 (18° inning) |
| Houston Astros vincono la serie 3-1 |                 |                |                  |

### League Championship Series
American League
| Data                                   | Squadra di casa   | Squadra ospite    | Ris. |
| -------------------------------------- | ----------------- | ----------------- | ---- |
| 11/10                                  | Chicago White Sox | Anaheim Angels    | 2-3  |
| 12/10                                  | Chicago White Sox | Anaheim Angels    | 2-1  |
| 14/10                                  | Anaheim Angels    | Chicago White Sox | 2-5  |
| 15/10                                  | Anaheim Angels    | Chicago White Sox | 2-8  |
| 16/10                                  | Anaheim Angels    | Chicago White Sox | 3-6  |
| Chicago White Sox vincono la serie 4-1 |                   |                   |      |

National League
| Data                                | Squadra di casa     | Squadra ospite      | Ris. |
| ----------------------------------- | ------------------- | ------------------- | ---- |
| 12/10                               | St. Louis Cardinals | Houston Astros      | 5-3  |
| 13/10                               | St. Louis Cardinals | Houston Astros      | 1-4  |
| 15/10                               | Houston Astros      | St. Louis Cardinals | 4-3  |
| 16/10                               | Houston Astros      | St. Louis Cardinals | 2-1  |
| 17/10                               | Houston Astros      | St. Louis Cardinals | 4-5  |
| 19/10                               | St. Louis Cardinals | Houston Astros      | 1-5  |
| Houston Astros vincono la serie 4-2 |                     |                     |      |

### World Series
| Data                                   | Squadra di casa   | Squadra ospite    | Ris. |
| -------------------------------------- | ----------------- | ----------------- | ---- |
| 22/10                                  | Chicago White Sox | Houston Astros    | 5-3  |
| 23/10                                  | Chicago White Sox | Houston Astros    | 7-6  |
| 25/10                                  | Houston Astros    | Chicago White Sox | 5-7  |
| 26/10                                  | Houston Astros    | Chicago White Sox | 0-1  |
| Chicago White Sox vincono la serie 4-0 |                   |                   |      |

## Premi
Miglior giocatore della stagione
|    | Giocatore           | Squadra             |
| -- | ------------------- | ------------------- |
| AL | Alexander Rodriguez | New York Yankees    |
| NL | Albert Pujols       | St. Louis Cardinals |

Rookie dell'anno
|    | Giocatore     | Squadra               |
| -- | ------------- | --------------------- |
| AL | Huston Street | Oakland Athletics     |
| NL | Ryan Howard   | Philadelphia Phillies |

Miglior giocatore delle World Series
| Giocatore    | Squadra           |
| ------------ | ----------------- |
| Jermaine Dye | Chicago White Sox |